# 豐和里 (臺南市)

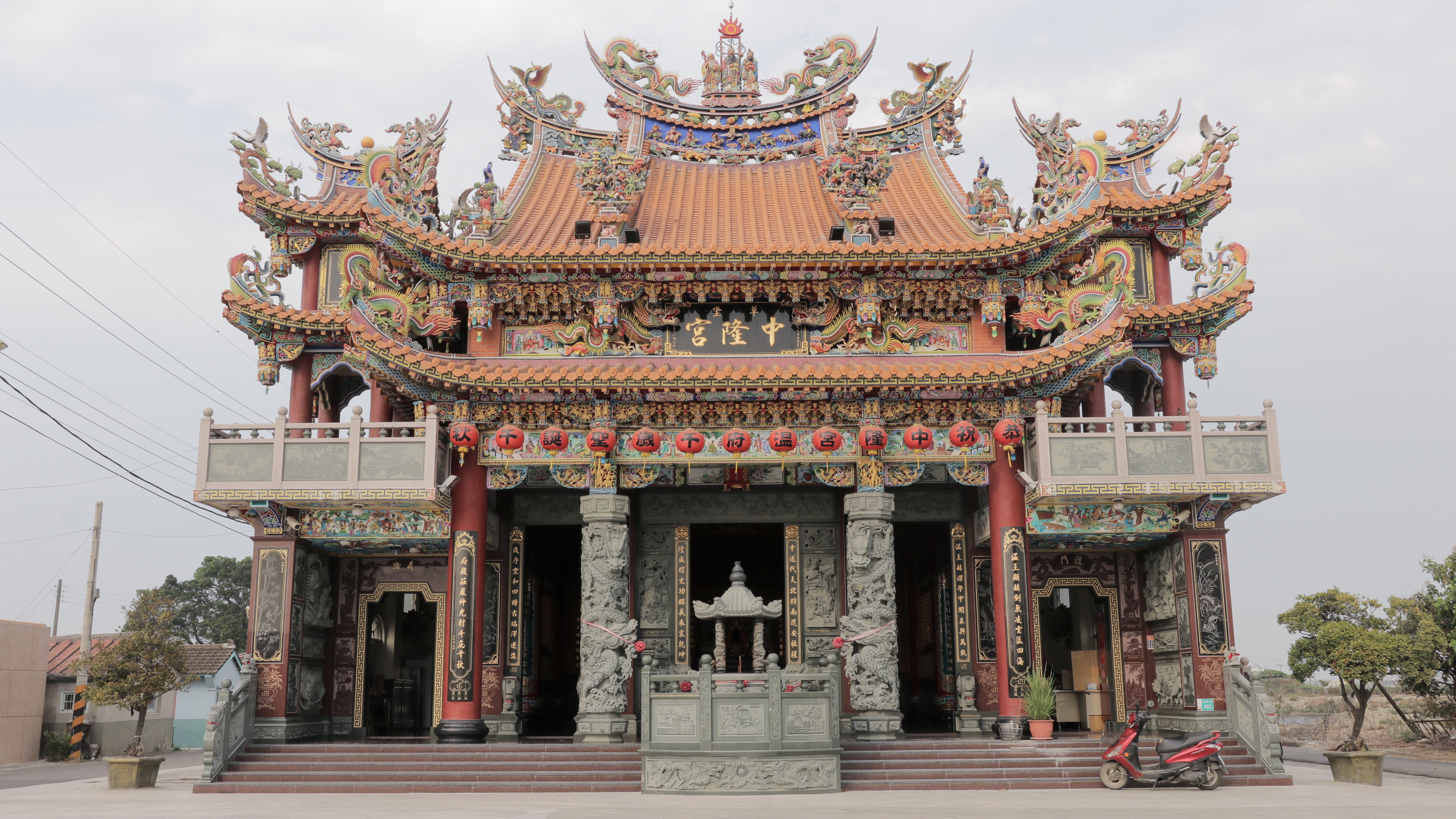
草坔中隆宮

豐和里位於學甲區東南方，原分為美豐里與美和里，後合併為豐和里。

## 沿革
美豐里與美和里舊名為「草坔」，因地勢低窪，早期以放牧的方式種植馬鈴薯和青草，遇豪雨容易積水成災，加上處處青草叢生與水、泥土混合，故名「草坔」。「坔」為土地的意思。
美豐里位於草坔南方，於戰後設村，村名由來有二；一為此地盛產稻米，期盼年年豐收；二為戰後民生凋蔽，為期盼建設出美麗豐盛的家園為目標努力，故名「美豐」。
美和里位於草坔北方，原分為中草坔與頂草坔，後合併為美和村，帶有「美稻米豐收，聯庄和氣」之意。
2006年2月1日行政區域調整，將美豐里與美和里合併為豐和里。

## 信仰
- 草坔五路財神爺廟：主祀五路財神。
- 龍德壇：主祀黃皇聖帝，配祀五府千歲、康元帥、中壇元帥、黑虎將軍諸神。[3]
- 慈興宮：主祀謝府元帥[4]，學甲刈香繞境路線之一。
- 草坔中隆宮：主祀溫府千歲。

## 景點

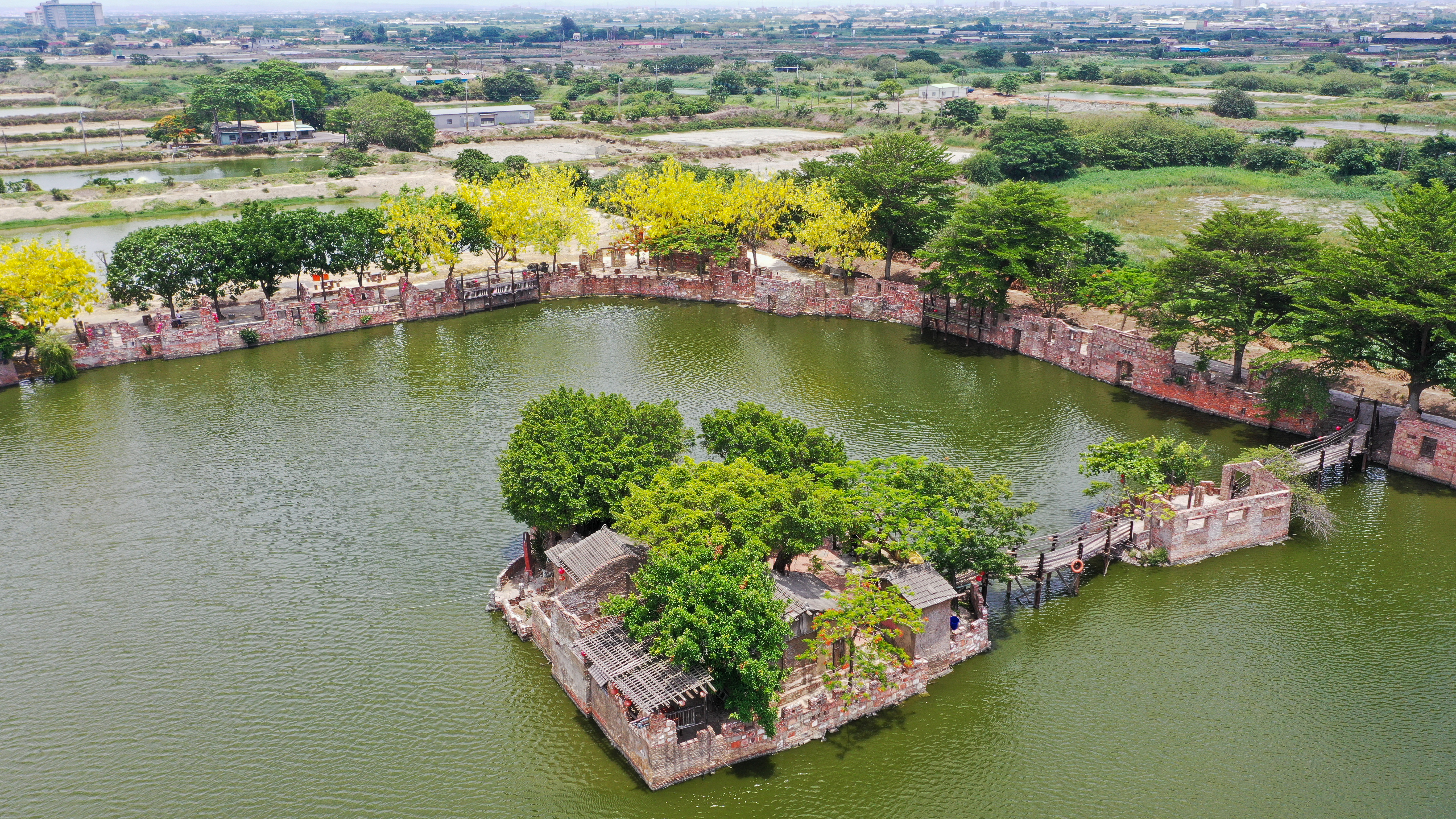
老塘湖藝術村

- 老塘湖藝術村：老塘湖藝術村原為廢棄魚塭，由抽象畫派藝術家匡進福（匡乙）親手打造的「老塘湖藝術村」，以各種廢棄老建材打造，前後創作約30餘年。[5]

## 社區發展協會
- 美豐社區發展協會[6]

## 其他記載
草坔早年謀生不易，多外遷東部發展，臺東縣卑南鄉是最大聚居地，前臺東市長庄文波，前臺東縣卑南鄉長賴萬成，皆係草坔人。